# Горбунов, Сергей Григорьевич
Сергей Григорьевич Горбунов (5 апреля 1987, Брянск) — российский футболист, защитник.
С 2000 года — в СДЮШОР «Локомотив» (Москва). В 2005—2006 годах на правах аренды играл во втором дивизионе в «Спортакадемклубе». В 2007 перешёл в петербургский «Зенит», в турнире дублёров РФПЛ сыграл 27 матчей, забил 3 гола за дубль. Следующий сезон вновь провёл в аренде: первую половину — в «Спортакадемклубе», уже в первом дивизионе, вторую — в клубе «Машук-КМВ». В 2009 году сыграл 31 игру, забил 4 мяча в составе ФК «Смена-Зенит» СПб. В апреле 2010 перешёл в нижнекамский «Нефтехимик», но проведя одну игру на Кубок России, через три месяца оказался в эстонском клубе «Калев» Силламяэ. В августе 2011 подписал контракт с пензенским «Зенитом», за который отыграл три года. Сезон 2014/15 провёл в «Динамо» Брянск. В июле 2015 перешёл в «Динамо» СПб.
Окончил факультет летних олимпийских видов спорта, кафедра теории и методики легкой атлетики университета им. Лесгафта (2012). АНО «Центр подготовки специалистов в сфере футбола», повышение квалификации, тренер по футболу категории «С» (2017).